# Fastway
Fastway est un groupe de hard rock britannique formé par le guitariste "Fast" Eddie Clarke, ancien membre de Motörhead, et le bassiste Pete Way, ancien membre de UFO.

## Les débuts
Le nom Fastway est la contraction du nom de ses membres fondateurs, "Fast" Eddie Clarke, ex guitariste de Motörhead et Pete Way ex bassiste d'UFO.Le chanteur Dave King (Flogging Molly) et le batteur Jerry Shirley (ex.Humble Pie) les rejoindront. Le groupe a été fondé en 1983.
Pete Way ne resta que quelques semaines dans le groupe avant de fonder le sien, Waysted. Il sera crédité sur le premier album mais n'y participa pas.
Le groupe se fera fort remarquer à la sortie de son très bon premier album en qui certains voient le nouveau Led Zeppelin, assimilation due au chant de Dave King très influencé par Robert Plant.

## Le succès
Après la sortie du premier album en avril 1983, le groupe part en tournée avec le sessionman Alfie Agius à la basse, il sera remplacé dès la fin de la tournée anglaise par Charlie McCraken (ex. Taste). Le groupe part ensuite pour une longue tournée aux États-Unis en compagnie d'AC/DC et d'Iron Maiden. La tournée sera un succès. De retour en Angleterre pour la fin de L'année, le groupe entre en studio pour l'enregistrement de son deuxième album avec le producteur Eddie Kramer.
Lors de sa sortie début 1984, All Fired Up reçoit de très bonnes critiques et le groupe repart en tournée. À son retour en novembre 1984, Jerry Shirley et Charlie McCracken quittent le groupe qui décide de faire une pause.
Fin 1985, Eddie Clarke et Dave King se retrouvent en Irlande pour reformer Fastway avec des membres de l'ancien groupe de Dave, Stillwood. Waiting For The Roar sortira en 1986 et ne connaitra qu'un succès d'estime, il sera suivi d'une tournée en première partie d'AC/DC.
En 1987, Fastway composera la bande originale du film Trick Or Treat, le film sera un flop, mais la qualité de la musique relancera le groupe. Malgré tout, Dave King partira en emmenant avec lui les autres membres pour former son propre groupe.

## Le déclin
De retour à Londres, Eddie rencontra le chanteur guitariste Lea Hart avec qui il enregistra deux albums, On Target en 1988 et Bad, Bad Girls en 1990. Les ventes seront minimes et le groupe se séparera.
En 1991, sortira un album live Say What You Will-Live, en fait il s'agit de vieux enregistrements avec Dave King au chant.

## La reformation
En 2007, Fastway fera quelques apparitions dans les plus grands festivals rock européens et japonais avec Toby Jebson (ex Little Angels) au chant, John McManus (ex Mama's Boys) à la basse et Steve Strange à la batterie.
En 2011, le groupe sort un nouvel album studio, Eat dog eat.

## Discographie
- 1983 : Fastway
- 1984 : All Fired Up
- 1986 : Waiting For The Roar
- 1987 : Trick or Treat (soundtrack)
- 1988 : On Target
- 1990 : Bad Bad Girls
- 1991 : Say What You Will-Live (album live)
- 1997 : On Target Reworked
- 2001 : Fastway -The Collection (Best Of)
- 2003 : Fastway /All Fired Up (remastered)
- 2005 : Waiting For The Roar (remastered)
- 2011 : Eat dog eat